# Phytoseius macropilis
Phytoseius macropilis är en spindeldjursart som först beskrevs av Banks 1909.  Phytoseius macropilis ingår i släktet Phytoseius och familjen Phytoseiidae. Inga underarter finns listade i Catalogue of Life.